# Unitats gaussianes
Les unitats gaussianes constitueixen un sistema mètric d'unitats físiques. Aquest sistema és el més comú dels diversos sistemes d'unitats electromagnètiques basats en unitats cgs (centimetre–gram–segon). També s'anomena sistema d'unitats gaussianes, unitats gaussianes-cgs, o sovint només unitats cgs. El terme "unitats cgs" és ambigu i, per tant, s'ha d'evitar si és possible: hi ha diverses variants de cgs amb definicions contradictòries de magnituds i unitats electromagnètiques.
Les unitats SI predominen en la majoria dels camps i continuen augmentant en popularitat a costa de les unitats gaussianes. També existeixen sistemes d'unitats alternatius. Les conversions entre magnituds en unitats gaussianes i SI not són conversions directes d'unitats, perquè les magnituds en si es defineixen de manera diferent en cada sistema. Això vol dir que les equacions que expressen les lleis físiques de l'electromagnetisme, com les equacions de Maxwell, canviaran en funció del sistema d'unitats emprat. Per exemple, les quantitats que no tenen dimensions en un sistema poden tenir dimensió en l'altre.

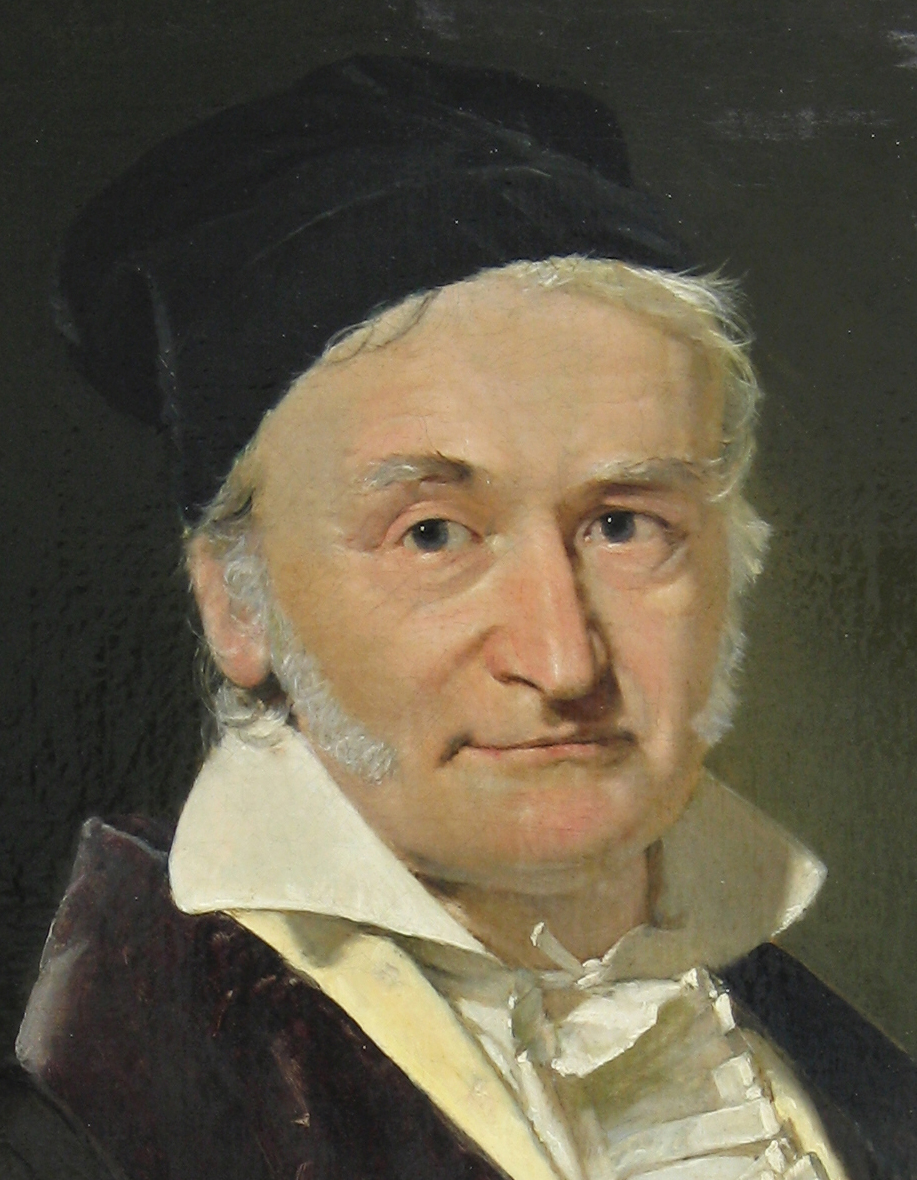
Carl Friedrich Gauss

## Sistemes d'unitats alternatius
El sistema d'unitats gaussianes és només un dels diversos sistemes d'unitats electromagnètiques de CGS. Altres inclouen "unitats electroestàtiques", "unitats electromagnètiques" i unitats Heaviside–Lorentz.
Alguns altres sistemes d'unitats s'anomenen "unitats naturals", una categoria que inclou unitats atòmiques, unitats de Planck i altres.
El Sistema Internacional d'Unitats (SI), amb el Sistema Internacional de Quantitats (ISQ) associat, és, amb diferència, el sistema d'unitats més comú actual. En enginyeria i àrees pràctiques, SI és gairebé universal i ho ha estat durant dècades. En la literatura tècnica, científica (com la física teòrica i l'astronomia), les unitats gaussianes van ser predominants fins a les últimes dècades, però ara ho són progressivament menys. El 8è Fullet SI reconeix que el sistema d'unitats CGS-Gauss té avantatges en electrodinàmica clàssica i relativista, però el 9è Fullet SI no fa menció dels sistemes CGS.
Les unitats naturals es poden utilitzar en camps més teòrics i abstractes de la física, especialment la física de partícules i la teoria de cordes.

## Principals diferències entre els sistemes gaussians i SI

### Sistemes d'unitats "racionalitzats"
Una diferència entre les unitats gaussianes i SI està en els factors de 4π en diverses fórmules. Amb les unitats electromagnètiques SI, anomenades racionalitzades, les equacions de Maxwell no tenen factors explícits de 4π a les fórmules, mentre que les lleis de la força del quadrat invers – llei de Coulomb i la llei de Biot–Savart– – do tenen un factor de 4π unit a {\displaystyle {r^{2}}}. Amb les unitats gaussianes, anomenades no racionalitzades (i a diferència de les unitats de Heaviside–Lorentz ), la situació s'inverteix: dues de les equacions de Maxwell tenen factors de 4π a les fórmules, mentre que les dues lleis de força inversa del quadrat, la llei de Coulomb i la de Biot–Savart. llei, no tenen un factor de 4π unit a {\displaystyle {r^{2}}} en el denominador.

### Unitat de càrrega
Una diferència important entre el sistema gaussià i l'ISQ està en les definicions respectives de la càrrega quantitativa. A l'ISQ, una dimensió base separada, el corrent elèctric, amb la unitat SI associada, l'amper, s'associa amb fenòmens electromagnètics, amb la conseqüència que una unitat de càrrega elèctrica (1 coulomb = 1 ampere × 1 segon) és una magnitud física que no es pot expressar purament en termes d'unitats mecàniques (quilogram, metre, segon). D'altra banda, en el sistema gaussià, la unitat de càrrega elèctrica (l'estatcoulomb, statC) can escriure completament com una combinació dimensional de les unitats de base no elèctriques (gram, centímetre, segon), com:

### Unitats per al magnetisme
En el sistema gaussià, a diferència de l'ISQ, el camp elèctric {\displaystyle {E^{G}}} i el camp magnètic {\displaystyle {B^{G}}} tenen la mateixa dimensió. Això equival a un factor de c entre com es defineix B en els dos sistemes d'unitats, a més de les altres diferències. (El mateix factor s'aplica a altres magnituds magnètiques com el camp magnètic, H, i la magnetització, M).

## Polarització, magnetització
Hi ha més diferències entre el sistema gaussià i l'ISQ en com es defineixen les quantitats relacionades amb la polarització i la magnetització. D'una banda, en el sistema gaussià, totes les magnituds següents tenen la mateixa dimensió: {\displaystyle {E^{G}}}, {\displaystyle {D^{G}}}, {\displaystyle {P^{G}}}, {\displaystyle {B^{G}}}, i {\displaystyle {M^{G}}}. Un altre punt és que la susceptibilitat elèctrica i magnètica d'un material és adimensional tant en el sistema gaussià com en l'ISQ, però un material determinat tindrà una susceptibilitat numèrica diferent en els dos sistemes. (L'equació es dóna a continuació.)

## Llista d'equacions
Aquesta secció té una llista de les fórmules bàsiques de l'electromagnetisme, donades tant en el sistema gaussià com en el Sistema Internacional de Quantitats (ISQ). La majoria de noms de símbols no es donen; per obtenir explicacions i definicions completes, feu clic a l'article dedicat corresponent a cada equació. A Garg (2012) es pot trobar un esquema de conversió senzill per utilitzar-lo quan no hi ha taules disponibles. Totes les fórmules tret que s'indiqui el contrari són de la ref.
| Nom                                                     | Unitats SI | Unitats gaussianes |
| ------------------------------------------------------- | --- | --- |
| llei de Gauss                                           | {\displaystyle \nabla \cdot \mathbf {E} ={\frac {\rho }{\varepsilon _{0}}}}                                                              | {\displaystyle \nabla \cdot \mathbf {E} =4\pi \rho }                                                                                |
| Llei de Gauss per al magnetisme                         | {\displaystyle \nabla \cdot \mathbf {B} =0}                                                                                              | {\displaystyle \nabla \cdot \mathbf {B} =0}                                                                                         |
| Equació de Maxwell-Faraday (llei d'inducció de Faraday) | {\displaystyle \nabla \times \mathbf {E} =-{\frac {\partial \mathbf {B} }{\partial t}}}                                                  | {\displaystyle \nabla \times \mathbf {E} =-{\frac {1}{c}}{\frac {\partial \mathbf {B} }{\partial t}}}                               |
| Llei circuital d'Ampère (amb l'addició de Maxwell)      | {\displaystyle \nabla \times \mathbf {B} =\mu _{0}\left(\mathbf {J} +\varepsilon _{0}{\frac {\partial \mathbf {E} }{\partial t}}\right)} | {\displaystyle \nabla \times \mathbf {B} ={\frac {1}{c}}\left(4\pi \mathbf {J} +{\frac {\partial \mathbf {E} }{\partial t}}\right)} |